# 10971 ван Дішок
10971 ван Дішок (10971 van Dishoeck) — астероїд головного поясу, відкритий 29 вересня 1973 року.
Тіссеранів параметр щодо Юпітера — 3,478.